# Richterina
Richterina is een geslacht van uitgestorven kreeftachtigen uit de klasse van de Ostracoda (mosselkreeftjes).

## Soorten
- Richterina (Richterina) cornuta Martinova, 1968 †
- Richterina convexa Peneau, 1929 †
- Richterina cornuta Martinova, 1968 †
- Richterina costata (Richter, 1869) Paeckelmann, 1913 †
- Richterina dichotoma (Paeckelmann, 1913) Schmidt, 1924 †
- Richterina eocostata Wang (Shang-Qi), 1984 †
- Richterina gigantea Gruendel, 1979 †
- Richterina goodayi Olempska, 1992 †
- Richterina kiliginae Posner, 1958 †
- Richterina labyrinthica (Richter, 1869) Bassler & Kellett, 1934 †
- Richterina laevior (Guerich, 1896) Paeckelmann, 1913 †
- Richterina latior Rabien, 1960 †
- Richterina lisburnensis Loranger, 1954 †
- Richterina minutissima Rzehak, 1910 †
- Richterina permiana Kohn & Dewey, 1993 †
- Richterina robusta Rabien, 1960 †
- Richterina striatula (Richter, 1848) Paeckelmann, 1913 †
- Richterina subhemisphaerica Hou, 1955 †
- Richterina substriatula Hou, 1955 †
- Richterina tenuistriata Kummerow, 1939 †
- Richterina unispinosa Olempska, 1979 †